# Aleksandra Delčeva
Aleksandra Delčeva (in bulgaro Александра Делчева?; Sofia, 11 aprile 1987) è un'ex cestista e pallavolista bulgara.
Centro di 202 cm, ha giocato in Serie A1 con Priolo Gargallo. Ha anche giocato a pallavolo in Francia.

## Statistiche

### Presenze e punti nei club
Dati aggiornati al 30 giugno 2014
| Stagione        | Squadra               | Competizione | Partite | Partite | Partite | Statistiche tiro | Statistiche tiro | Statistiche tiro | Altre statistiche | Altre statistiche | Altre statistiche | Altre statistiche | Altre statistiche |
| Stagione        | Squadra               | Competizione | Pres.   | Titol.  | Minuti  | Tiri da 2        | Tiri da 3        | Liberi           | Rimb.             | Assist            | Rubate            | Stopp.            | Punti             |
| --------------- | --------------------- | ------------ | ------- | ------- | ------- | ---------------- | ---------------- | ---------------- | ----------------- | ----------------- | ----------------- | ----------------- | ----------------- |
| 2009-2010       | BK Slavia Sofia       | NBL          | 22      |         |         |                  |                  |                  | 59                |                   |                   |                   | 68                |
| 2010-2011       | BK Slavia Sofia       | NBL          | 22      |         |         |                  |                  |                  | 121               |                   |                   |                   | 260               |
| 2011-2012       | BK Slavia Sofia       | NBL          | 24      |         |         |                  |                  |                  | 175               |                   |                   |                   | 204               |
| 2012-2013       | DSK Basketball Karlin | ZBL          | 25      |         |         |                  |                  |                  | 87                |                   |                   |                   | 82                |
| 2013-2014       | Bricocenter Priolo    | Serie A1     | 15      | 15      | 234     | 30/73            | 0/1              | 6/12             | 111               | 1                 | 8                 | 0                 | 66                |
| Totale carriera |                       |              |         |         |         |                  |                  |                  |                   |                   |                   |                   |                   |